# HMS Klas Horn (3)
HMS Klas Horn (3) var en svensk jagare som byggdes vid Kockums och sjösattes 13 juni 1931 och levererades till flottan 16 september 1932. Klas Horn var en av de tre jagarna som drabbades i Horsfjärdskatastrofen 17 september 1941. De övriga två var HMS Klas Uggla (4) och HMS Göteborg (J5). Klas Horn reparerades efter olyckan och togs åter i tjänst 25 december 1943. Klas Horn utrangerades 15 augusti 1958.
Jagaren fick sitt namn efter amiralen Klas Horn.